# Arthur (Nebraska)
Arthur – wieś w Stanach Zjednoczonych, w stanie Nebraska, siedziba administracyjna hrabstwa Arthur.